# Приятелю, Тед 2
„Приятелю, Тед 2“ (на английски: Ted 2) е американска комедия от 2015 г. на режисьора Сет Макфарлън. Продължение е на филма „Приятелю, Тед“ от 2012 г.